# Sabre de Sant Simó
El sabre de sant Simó és un tortell en forma de sabre, típic i tradicional de la ciutat de Mataró. Es comercialitza exclusivament el dia de sant Simó, el 28 d'octubre, una festa marinera important que guarda relació amb l'ermita de Sant Simó de la ciutat de Mataró.
El dia 28 d'octubre és típic anar a comprar el sabre a l'ermita de Sant Simó. El voltant de l'ermita hi ha parades on venen únicament aquesta peça de rebosteria. Tot i així, el sabre de sant Simó també es pot comprar a les pastisseries de la ciutat.
Aquest dia, davant de l'ermita, també es pot veure el típic ball de pescadors. Un ball que només es pot ballar exclusivament el 28 d'octubre i a Sant Simó. Normalment la festa dura uns 3 o 4 dies, en funció de com cau el 28 d'octubre en el calendari. Durant aquests dies de celebració, es fan desfilades de gegants, activitats per als infants, sardanes, havaneres, castellers, concerts, etc. L'any 2011 fou especial però, ja que amb motiu dels 400 anys de l'ermita, la festa durà una setmana.

## Història
L'origen del sabre de sant Simó té relació amb la història dels mariners de Mataró amb sant Simó. Simó va ser un dels 12 apòstols de Jesucrist. Antigament, quan els pirates barbarescos atacaven les costes del Maresme, els mariners invocaven sant Simó perquè els en protegís. En concret, els pirates volien robar aigua del pou que hi havia al costat de l'ermita.
La idea del sabre va sorgir fa uns 300 anys, des de la confraria de pastissers de Mataró del moment, els quals van decidir de fer un tortell en forma de sabre que simbolitzes la lluita entre pirates i mariners.